# Марійка
Марі́йка — село в Україні, в Жашківській міській громаді Уманського району Черкаської області. Розташоване на обох берегах річки Марійка (притока Торчу) за 13 км на південь від міста Жашків та за 2 км від автошляху М05. Населення становить 316 осіб (станом на 2009 рік).

## Історія
Про село йдеться у Лаврентія Похилевича в «Сказаниях о населенных местностях Киевской губернии» за 1864 рік: «Село Марійка, в 3-х верстах від Вільшанки, на схід, при безіменному струмку, що влітку висихає, розташована. Жителів обох статей 337; землі 1393 десятини. Село належить онукові Ігнатія Іванського, Станіславу Миколайовичу».
Село постраждало внаслідок геноциду українського народу, організованого радянським окупаційним урядом у 1923—1933 роках та 1946–1947 роках. Зокрема, під час голодомору 1932—1933 років в селі від голоду померло щонайменше восьмеро мешканців.

## Населення

### Мова
Розподіл населення за рідною мовою за даними перепису 2001 року:
| Мова       | Кількість | Відсоток |
| ---------- | --------- | -------- |
| українська | 326       | 97.9%    |
| російська  | 5         | 1.5%     |
| білоруська | 1         | 0.3%     |
| румунська  | 1         | 0.3%     |
| Усього     | 333       | 100%     |

## Відомі люди
- Мельничук Дмитро Олексійович (1943) — академік НАН України[7].
- Покуль Георгій Павлович (16.11.1936 — 17.01.2021). Пройшов шлях від учня ремісного училища до заступника головного технолога об'єднання ім. Артема. Очолював серійне конструкторське бюро. Мав 5 розряд фрезерувальника та 6 розряд токаря-розточника.

## Галерея

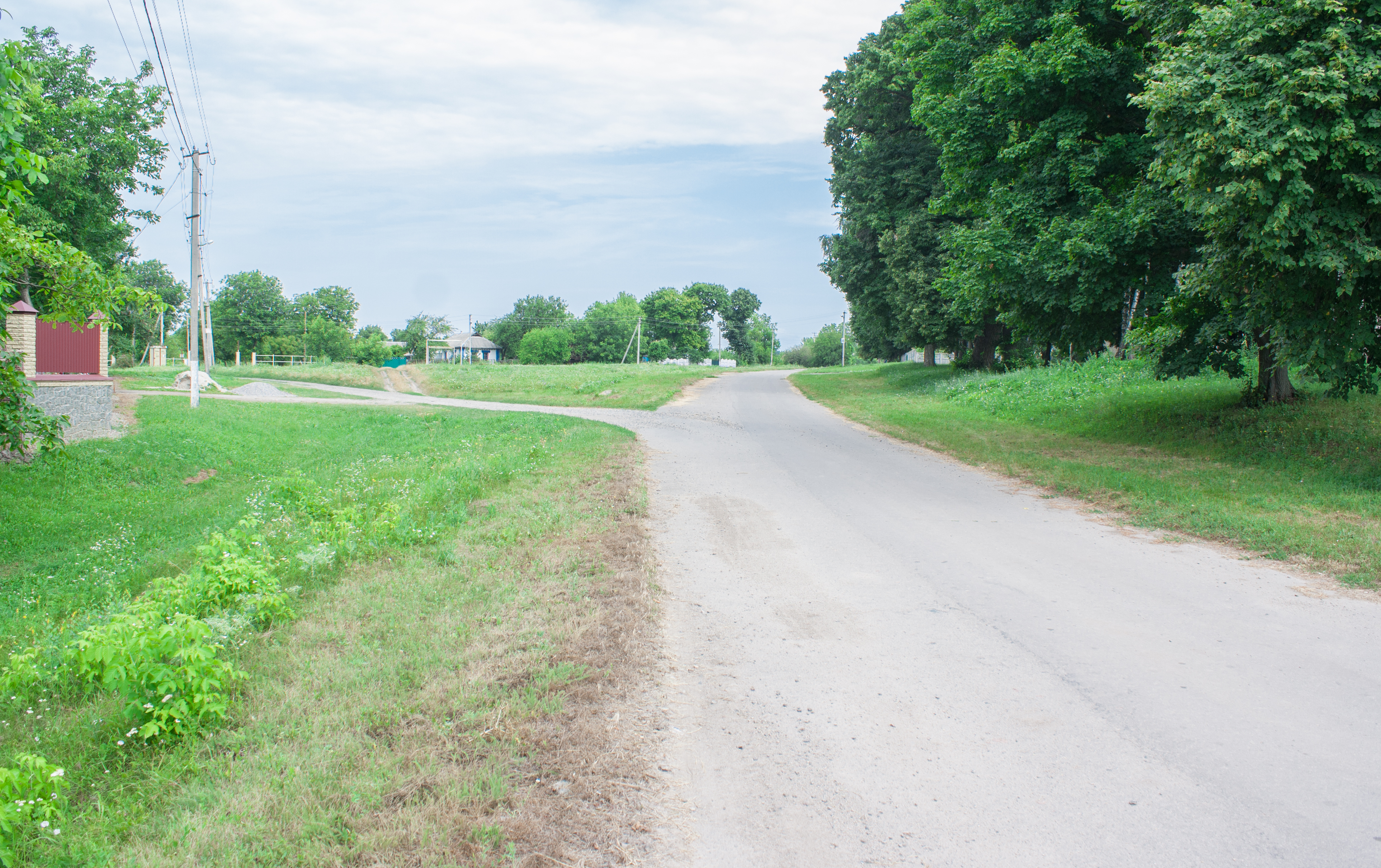
Вулиця
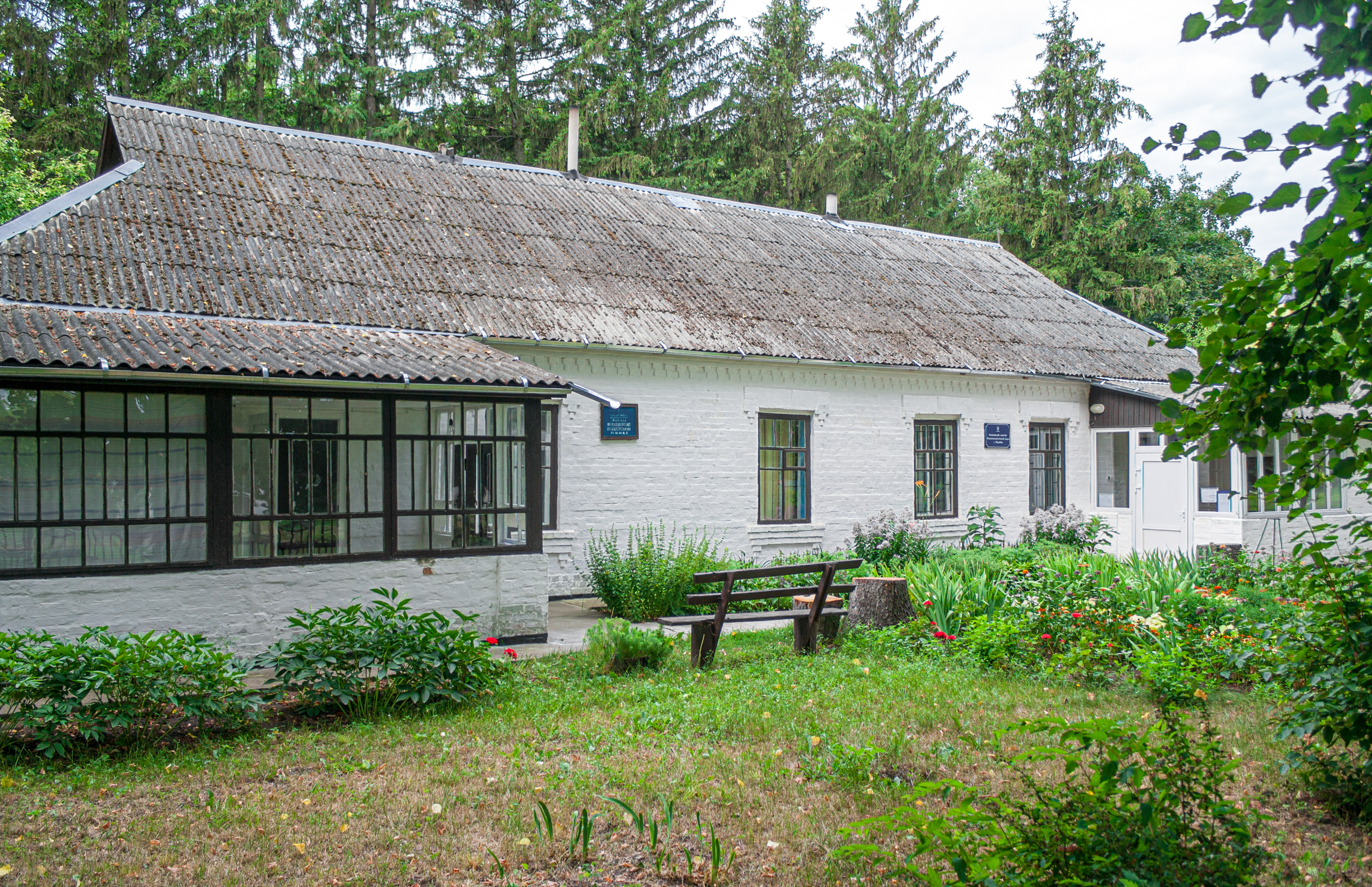
Сільська рада і ФАП
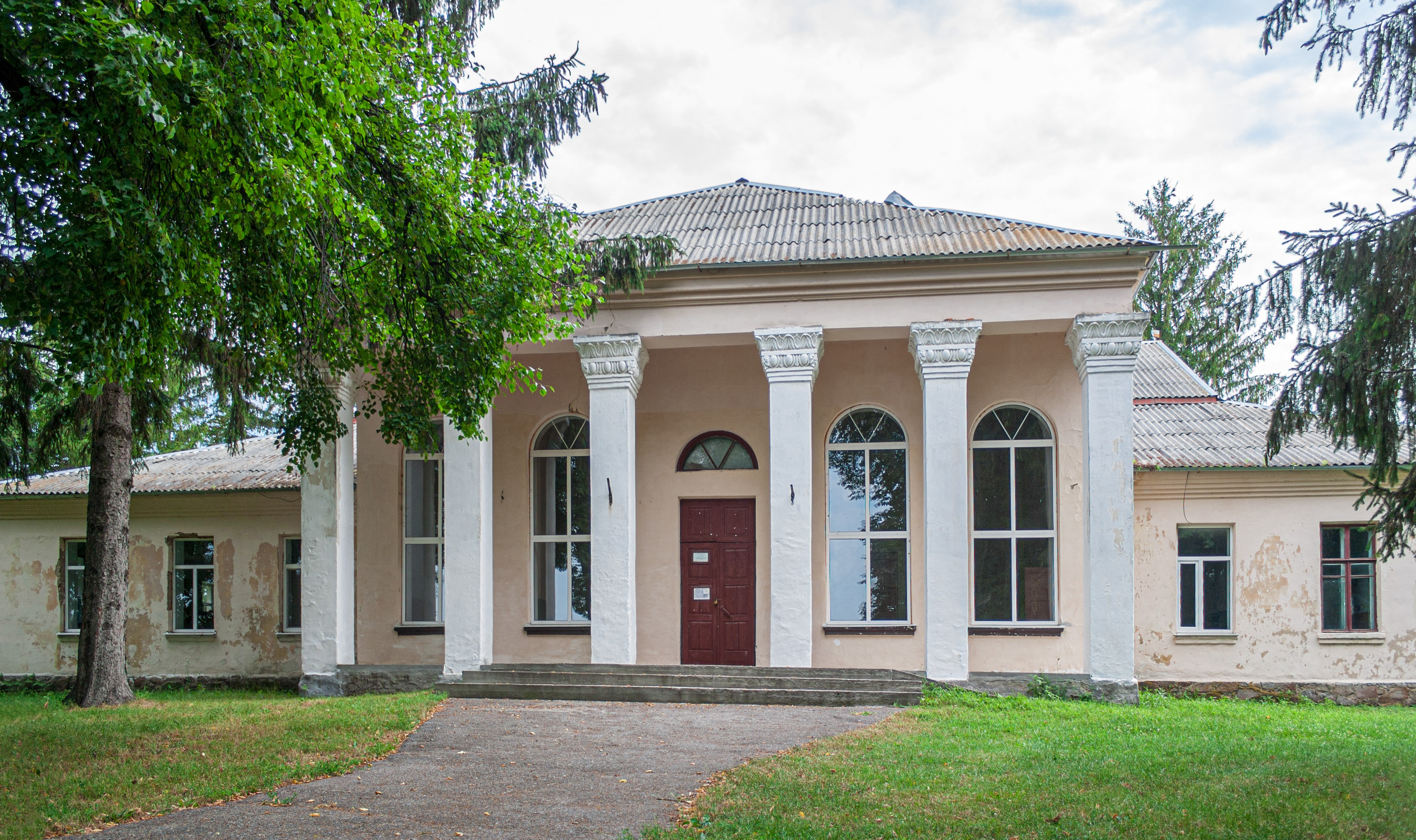
Будинок культури
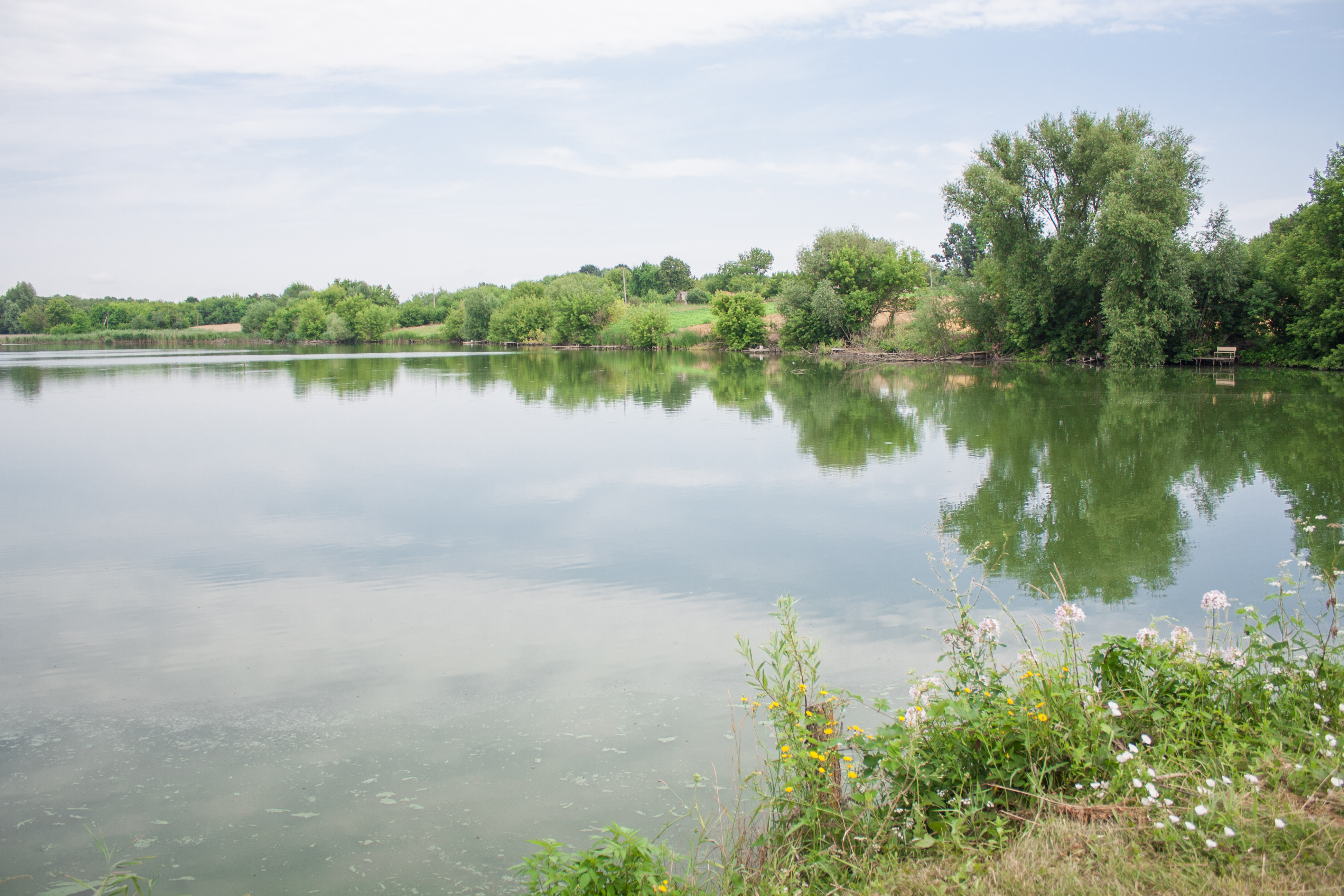
Ставок на річці Марійка
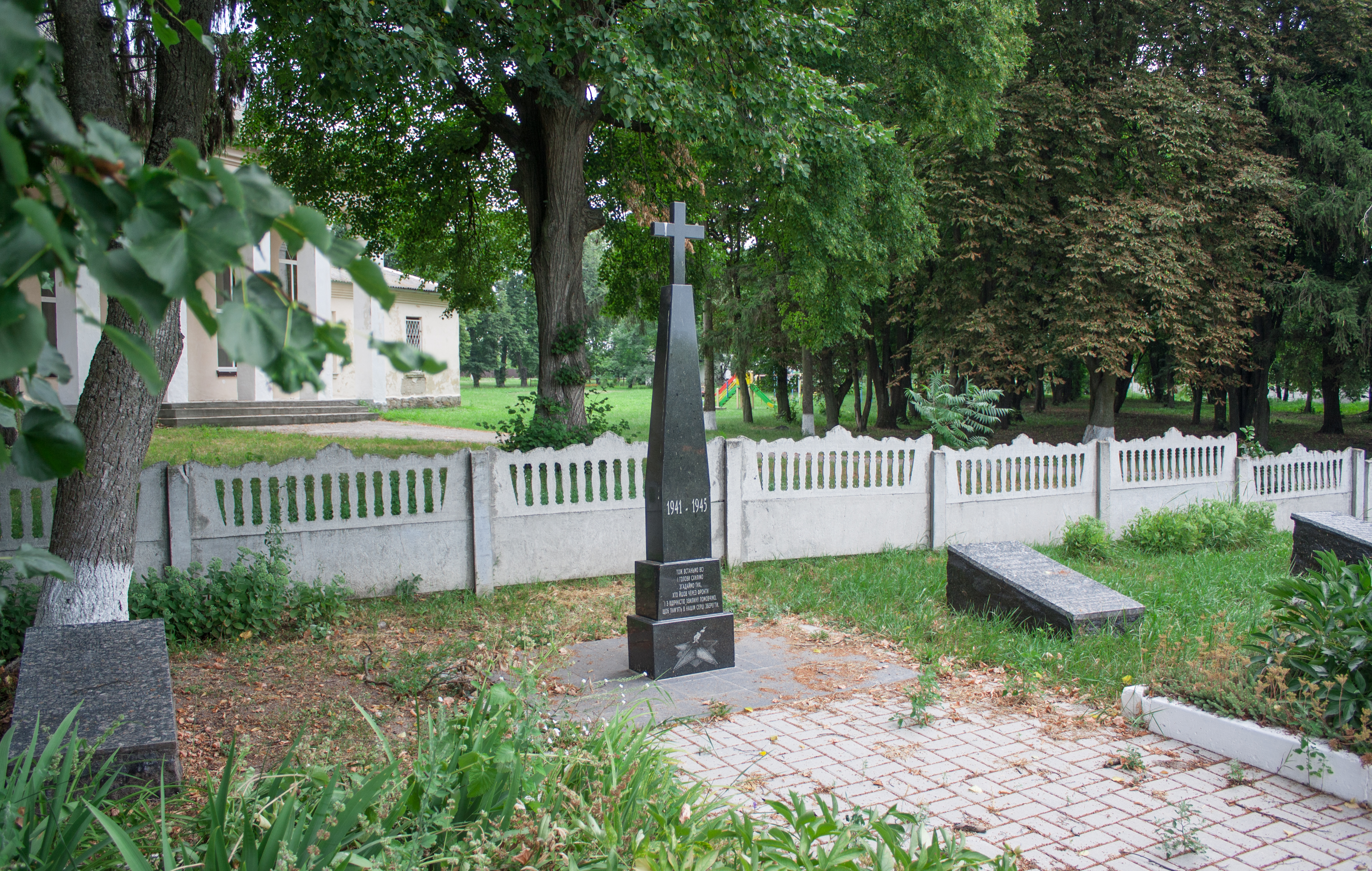
Братська могила радянських воїнів